# Thomas-Morse MB-3
Thomas-Morse MB-3 là một loại máy bay tiêm kích hai tầng cánh, do hãng Boeing chế tạo cho Cục Không quân Lục quân Hoa Kỳ năm 1922.

## Biến thể

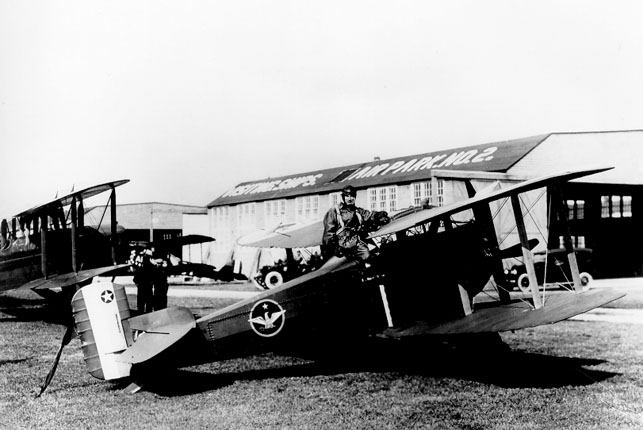

MB-3
MB-3A
MB-3M

## Quốc gia sử dụng
Hoa Kỳ
- Cục Không quân Lục quân Hoa Kỳ
- Thủy quân Lục chiến Hoa Kỳ

## Tính năng kỹ chiến thuật (MB-3A)
Dữ liệu lấy từ US Military Aircraft Since 1909 
Đặc điểm tổng quát
- Kíp lái: 1
- Chiều dài: 20 ft 0 in (6,10 m)
- Sải cánh: 26 ft 0 in (7,92 m)
- Chiều cao: 8 ft 7 in (2,59 m)
- Diện tích cánh: 229 ft² (21,28 m²)
- Trọng lượng rỗng: 1.716 lb (778 kg)
- Trọng lượng có tải: 2.539 lb (1.151 kg)
- Động cơ: 1 × Wright H, 300 hp (217 kW)

 Hiệu suất bay 
- Vận tốc cực đại: 141 mph (228 km/h)
- Vận tốc hành trình: 125 mph (201 km/h)
- Tầm bay: 280 mi (455 km)
- Trần bay: 19.500 ft (5.943,6 m)
- Vận tốc lên cao: 1.235 ft/phút (374 m/phút)

Trang bị vũ khí

- Súng: 

  - 2 × súng máy 0.30 inch (7,62 mm) hoặc
  - 1 × súng máy 0.30 inch và 1 × súng máy 0.50 inch (12,7 mm) hoặc
  - 2 × súng máy 0.50 inch